# Jardins sans limites
Le réseau Jardins sans Limites est un réseau transfrontalier de jardins à visiter d’avril à octobre. Le réseau s’étend en Moselle, en Sarre et au Luxembourg et compte une vingtaine de jardins thématiques, créations ou recréations.
Pour appartenir au réseau, les jardins doivent remplir un certain nombre de critères énoncés par sa charte de qualité : 
- intérêt du jardin : créatif, botanique, paysager, etc.,
- qualité irréprochable d’entretien,
- pédagogie en direction du grand public,
- services offerts en accompagnement de la visite : boutique, salon de thé, vente de plantes, etc.,
- programme d’animations : fête des plantes, spectacle vivant, expositions, etc.

## Patrimoine horticole
Malgré un patrimoine naturel important, le secteur géographique choisi pour l’implantation du réseau n'était pas, jusqu'à ces dernières années, connu pour ses jardins. C'est à la fin du XIXe siècle et au début du XXe siècle, dans la mouvance de l'École de Nancy que la Lorraine fut un creuset important d'horticulteurs de renom, tels Victor Lemoine, François Félix Crousse, Simon-Louis Frères.
Désormais reconnues internationalement, les pépinières d’antan ont été décimées par les guerres successives de la région. 
Un des objectifs majeur du réseau Jardins sans Limites est de faire renaître le riche patrimoine horticole du Grand Est. Il s'appuie sur une tradition d'échanges et de qualité tout en défendant une vision contemporaine du jardin.

## Histoire du projet
Jardins sans Limites est un projet transfrontalier né dans les années 1980 d’une politique de coopération entre la Sarre et la Moselle. Cette coopération concerne plusieurs domaines : la création de sentiers de randonnée transfrontaliers, la création d'une Eurozone pour l'implantation d'entreprises, l'apprentissage des langues dès le plus jeune âge, etc.
Le dossier Jardins sans Limites constitue l'un des aboutissements de cette politique.
L'idée d'un réseau de jardins à thèmes est née sous l'impulsion de la CEB (Christliche ErwachsenenBildung Fortbildungswerk), organisme de formation et d'insertion professionnelle attaché à l'arrondissement de Merzig-Wadern. À la recherche de partenaires, elle contacte, via l'arrondissement, le conseil général de la Moselle au titre de la coopération transfrontalière. Au début de l'année 1998, le conseil général de la Moselle décide de se lancer dans le projet.
En 1998, le projet « Jardins sans Limites » obtient l'accord de l'Union Européenne pour un cofinancement dans le cadre du programme Interreg II. D'autres partenaires financiers accompagnent le projet notamment le Ministère sarrois de l'Économie et le Bundesanstalt für Arbeit (de) (équivalent de l'ANPE française).
Début 1999, le Conseil général identifie 10 sites patrimoniaux susceptibles d'accueillir ces jardins. De son côté, l'arrondissement de Merzig-Wadern, via le CEB, lance les premiers chantiers sur les jardins allemands.
À l'automne 1999, le premier jardin du réseau ouvre ses portes au grand public. Il s'agit du jardin baroque du parc de Nell à Perl en Allemagne. Depuis, le réseau ne cesse de se développer. En 2011, il compte 22 jardins ouverts au public.

## Originalité de la démarche
La démarche est originale à plus d'un titre et dès sa conception. En effet, les réseaux de jardins sont généralement constitués à partir de jardins déjà existants. Concernant le réseau Jardins sans Limites, les jardins sont tous des créations ou des recréations imaginées par des architectes-paysagistes de talent. Parmi eux, Louis Benech, Philippe Niez ou encore Franck Neau sont connus en France comme à l'étranger. Par ailleurs, chaque jardin évoque un thème précis : jardin baroque, jardin gallo-romain, jardin pour la paix, jardin des sens, etc. Pour finir, l'appartenance au réseau dès leur conception inscrit les jardins dans une logique de complémentarité.

## Prédominance de la dimension transfrontalière
Le projet Jardins sans Limites constitue l'une des principales concrétisations de la politique de coopération franco-allemande mise en œuvre par la Moselle et la Sarre. En plus du niveau de qualité de ses jardins, le réseau se distingue par sa dimension transfrontalière impliquant beaucoup de partenaires. 

L'initiative Jardins sans Limites a été financée conjointement par l'Union Européenne (programmes Interreg II et III relatifs à la Sarre et la Moselle, Objectif 2 Lorraine) ainsi que par le Ministère de l'économie de la Sarre. Ce réseau de jardins est développé, depuis, par le département de la Moselle et ses partenaires sarrois : Christliche ErwachsenenBildung Fortbildungswerk (CEB) et Gesellschaft für Wirtschaftsförderung im Landkreis Merzig-Wadern.
L'animation du réseau est assurée par le Comité départemental du tourisme de la Moselle et le Dreiländerek Touristik. Des groupes de travail français et allemand se réunissent à intervalles réguliers afin de débattre des sujets d’intérêts communs : communication, formation, etc.

## Jardins membres du réseau

### France (Moselle)
- le jardin pour la Paix à Bitche ;
- les jardins fruitiers de Laquenexy ;
- le jardin des Prairiales au château de La Grange à Manom ;
- le jardin botanique à Montigny-lès-Metz ;
- le jardin du château de Pange (réalisé par Louis Benech) ;
- le jardin des Faïenciers à Sarreguemines ;
- le jardin des Plantes de chez nous à Scy-Chazelles.

### Allemagne (Sarre)
- le Jardin de la Sarre à Beckingen
- le Parc des Citoyens à Besseringen
- le Jardin de la Villa Romaine à Borg[Lequel ?]
- le Jardin du Château à Dagstuhl
- le Jardin de la Maison Saargau à Gisingen
- le Jardin de la Rencontre à Merzig
- le Jardin Forestier à Karlsbrunn
- le Parc des Quatre Saisons à Losheim am See
- le Jardin des Sens à Merzig
- le Jardin paroissial St Pierre à Merzig
- le Jardin des Arts à Merzig
- le Jardin Renaissance à Nennig
- le Jardin Baroque à Perl
- le Jardin de Vivaces à Weiskirchen

### Au Luxembourg
- le Jardin des Plantes Médicinales et le Jardin Baroque à Schengen

## Sources
- CDT Moselle, « Dossier de presse Jardins sans Limites », sur www.moselle-tourisme.com, CDT Moselle, 2011 (consulté le 6 juin 2011)
- CDT Moselle, « Jardins sans Limites 2011 », sur www.moselle-tourisme.com, CDT Moselle, 2011 (consulté le 6 juin 2011)